# 岡山県道212号浦安豊成線
岡山県道212号浦安豊成線（おかやまけんどう212ごう うらやすとよなりせん）は、岡山県岡山市南区を通る一般県道である。

## 概要
旧岡山空港（現岡南飛行場）へのアクセス道路だった関係で今でも地元では「空港線」と呼ばれることがある。

### 路線データ
- 起点：岡山市南区浦安南町（岡南飛行場）
- 終点：岡山市南区豊浜町（豊成交差点、岡山県道40号岡山港線交点）
- 総延長：約5.1 km

## 地理

### 通過する自治体
- 岡山市（南区）

### 交差する道路
| 交差する道路            | 交差する場所 | 交差する場所       |
| ----------------------- | ------------ | ------------------ |
| 岡山県道214号洲崎米倉線 | 福富西3丁目  | 福富交差点         |
| 国道2号 / 岡山バイパス  | 豊成3丁目    | バイパス豊成交差点 |
| 岡山県道40号岡山港線    | 豊浜町       | 豊成交差点         |

### 沿線
- 岡南飛行場
- 岡山市立市民屋内温水プール
- 岡山市南区役所
- 岡山市総合文化体育館
- 岡山市立浦安小学校